# Ptyonoprogne obsoleta
A Ptyonoprogne obsoleta a madarak (Aves) osztályának verébalakúak (Passeriformes) rendjébe, ezen belül a fecskefélék (Hirundinidae) családjába tartozó faj

## Rendszerezése
A fajt Jean Cabanis német ornitológus írta le 1850-ben, a Cotyle nembe Cotyle obsoleta néven. Sorolták a Hirundo nembe Hirundo obsoleta néven is.

## Előfordulása
Észak-Afrika és délnyugat-Ázsia területén honos. Természetes élőhelyei a szubtrópusi és trópusi sivatagok, sziklás környezetben, mocsarak, tavak, folyók és patakok környékén, valamint városi régiók. Vonuló faj.

## Megjelenése
Testhossza 13 centiméter, szárnyfesztávolsága 27-30 centiméter, testtömege 12-15 gramm.

## Életmódja
Rovarevő. A fészekalj 2-3 tojásból áll, a szülők felváltva költenek 16-19 napig. A fiókák 22-24 nap után repülnek ki a fészekből, de még egy ideig visszajárnak etetésre.

## Természetvédelmi helyzete
Az elterjedési területe rendkívül nagy, egyedszáma pedig növekszik. A Természetvédelmi Világszövetség Vörös listáján nem fenyegetett fajként szerepel.